# Râul Cimbrina
Râul Cimbrina este un afluent al râului Humoria. 

## Hărți
- Harta județului Suceava